# Кырнешть
Кырнешть (Корнёшты, рум. Cîrnești, Кырнешть, Кырнешты) —  село в Ниспоренском районе Молдавии. Наряду с селом Брэтулень входит в состав коммуны Брэтулень.

## География
Село расположено на высоте 95 метров над уровнем моря.

## Население
По данным переписи населения 2004 года, в селе Кырнешть проживает 608 человек (315 мужчин, 293 женщины).
Этнический состав села:
| Национальность | Число жителей | Процентный состав |
| -------------- | ------------- | ----------------- |
| молдаване      | 603           | 99.18             |
| русские        | 3             | 0.49              |
| прочие         | 2             | 0.33              |
| Всего          | 608           | 100%              |